# Kaouthar Ouallal
Kaouthar Ouallal (arabe : كوثر أوعلال), née le 27 novembre 1990 à Bologhine, est une judokate algérienne.

## Carrière
Kaouthar Ouallal évolue dans la catégorie des moins de 78 kg. 
Elle remporte la médaille d'or des Championnats d'Afrique de judo 2010 et la médaille d'argent des Championnats d'Afrique de judo 2011. Aux Championnats d'Afrique de judo 2013, elle obtient le bronze en moins de 78 kg et en open (toutes catégories). 
Elle obtient une médaille de bronze aux Jeux méditerranéens de 2013 et la médaille d'or aux Championnats d'Afrique de judo 2014.
En 2015, elle remporte la médaille d'or aux Championnats d'Afrique de judo 2015 et aux Jeux africains de 2015 ainsi que le prix de meilleure sportive algérienne de l'année.
Médaillée de bronze aux Championnats d'Afrique de judo 2016, elle obtient en 2017 la médaille d'or aux Championnats d'Afrique et la médaille de bronze aux Jeux de la solidarité islamique.
Elle remporte la médaille d'or aux Championnats d'Afrique de judo 2018 à Tunis et aux Championnats d'Afrique de judo 2019 au Cap. Elle est médaillée de bronze aux Jeux africains de 2019 à Rabat, aux Championnats d'Afrique de judo 2020 à Antananarivo et aux Championnats d'Afrique de judo 2021 à Dakar. Elle obtient la médaille d'or aux Championnats d'Afrique de judo 2022 à Oran.

### Résultats
| Année | Rang | Événement                                     | Catégorie |
| ----- | ---- | --------------------------------------------- | --------- |
| 2010  | 1re  | Championnats d'Afrique Seniors - Yaoundé      | -78       |
| 2011  | 2e   | Championnats d'Afrique Seniors - Dakar        | -78       |
| 2013  | 3e   | Championnats d'Afrique Seniors - Maputo       | -78       |
| 2013  | 3e   | Championnats d'Afrique Seniors - Maputo       | Open      |
| 2013  | 7e   | European Open Seniors - Madrid                | -78       |
| 2013  | 7e   | Tournoi Grand Prix Seniors - Abu Dhabi        | -78       |
| 2014  | 5e   | Tournoi Grand Prix Seniors - Samsun           | -78       |
| 2014  | 1re  | Championnats d'Afrique Seniors - Port-Louis   | -78       |
| 2014  | 7e   | Championnats d'Afrique Seniors - Port-Louis   | Open      |
| 2014  | 2e   | African Open Seniors - Port Louis             | -78       |
| 2015  | 1re  | Championnats d'Afrique Seniors - Libreville   | -78       |
| 2015  | 1re  | Jeux Africains Seniors - Brazzaville          | -78       |
| 2016  | 3e   | African Open Seniors - Casablanca             | -78       |
| 2016  | 3e   | Championnats d'Afrique Seniors - Tunis        | -78       |
| 2017  | 1re  | Championnats d'Afrique Seniors - Antananarivo | -78       |
| 2017  | 3e   | Jeux de la solidarité islamique - Bakou       | -78       |
| 2018  | 7e   | European Open Seniors - Varsovie              | -78       |
| 2018  | 1re  | Championnats d'Afrique Seniors - Tunis        | -78       |
| 2018  | 5e   | Jeux méditerranéens Seniors - Cambrils        | -78       |
| 2019  | 1re  | Championnats d'Afrique Seniors - Le Cap       | -78       |
| 2019  | 3e   | Jeux africains - Rabat                        | -78       |
| 2020  | 3e   | Championnats d'Afrique Seniors - Antananarivo | -78       |
| 2021  | 3e   | Championnats d'Afrique Seniors - Dakar        | -78       |
| 2022  | 1re  | Championnats d'Afrique Seniors - Oran         | -78       |